# Дашзэвгийн Намжилмаа
Дашзэвгийн Намжилмаа (монг. Дашзэвгийн Намжилмаа, род. 25 мая 1944, Улан-Батор) — монгольская легкоатлетка, выступавшая в метании диска и толкании ядра. Участница летних Олимпийских игр 1964 и 1968 годов, серебряный призёр летних Азиатских игр 1974 года. Заслуженный спортсмен Монголии (2005).

## Биография
Дашзэвгийн Намжилмаа родилась 25 мая 1944 года в Улан-Баторе.
В 1964 году вошла в состав сборной Монголии на летних Олимпийских играх в Токио. В метании диска заняла 17-е место в квалификации, показав результат 44,55 метра, тогда как в финал выходили те, кто метнул хотя бы на 50 метров. Также была заявлена в толкании ядра, но не вышла на старт.
В 1968 году вошла в состав сборной Монголии на летних Олимпийских играх в Мехико. В метании диска заняла 12-е место, показав результат 50,76 и уступив 7,52 метра победительнице Лии Манолиу из Румынии.
В 1974 году завоевала серебряную медаль в метании диска на летних Азиатских играх в Тегеране. Она показала результат 47,32, уступив 3,48 метра Гао Юйкуй из Китая.

## Личный рекорд
- Метание диска — 54,90 м (1972)[4]